# Czechy na Zimowych Igrzyskach Olimpijskich 2014
Czechy na Zimowych Igrzyskach Olimpijskich 2014 reprezentowało osiemdziesięciu ośmiu zawodników.
| Medale według dni | Medale według dni | Medale według dni | Medale według dni | Medale według dni | Medale według dni | Medale według dni |
| ----------------- | ----------------- | ----------------- | ----------------- | ----------------- | ----------------- | ----------------- |
| Dzień             | Data              | złoto             | srebro            | brąz              | Razem             |                   |
| Dzień 1           | 08.02             | -                 | -                 | 1                 | 1                 |                   |
| Dzień 2           | 09.02             | -                 | 1                 | -                 | 1                 |                   |
| Dzień 3           | 10.02             | -                 | 1                 | -                 | 1                 |                   |
| Dzień 4           | 11.02             | -                 | -                 | -                 | 0                 |                   |
| Dzień 5           | 12.02             | -                 | -                 | -                 | 0                 |                   |
| Dzień 2           | 13.02             | -                 | -                 | -                 | 0                 |                   |
| Dzień 7           | 14.02             | -                 | -                 | -                 | 0                 |                   |
| Dzień 8           | 15.02             | -                 | -                 | -                 | 0                 |                   |
| Dzień 9           | 16.02             | 1                 | -                 | -                 | 1                 |                   |
| Dzień 10          | 17.02             | -                 | 1                 | -                 | 1                 |                   |
| Dzień 11          | 18.02             | -                 | -                 | 1                 | 1                 |                   |
| Dzień 12          | 19.02             | 1                 | 1                 | -                 | 2                 |                   |
| Dzień 13          | 20.02             | -                 | -                 | -                 | 0                 |                   |
| Dzień 14          | 21.02             | -                 | -                 | -                 | 0                 |                   |
| Dzień 15          | 22.02             | -                 | -                 | -                 | 0                 |                   |
| Dzień 16          | 23.02             | -                 | -                 | -                 | 0                 |                   |

## Medale
| Medal  | Zawodnik                                                           | Sport               | Wydarzenie              | Data      |
| ------ | ------------------------------------------------------------------ | ------------------- | ----------------------- | --------- |
| złoto  | Eva Samková                                                        | snowboarding        | Snowboard cross kobiet  | 16 lutego |
| złoto  | Martina Sáblíková                                                  | łyżwiarstwo szybkie | 5000 m kobiet           | 19 lutego |
| srebro | Martina Sáblíková                                                  | łyżwiarstwo szybkie | 3000 m kobiet           | 9 lutego  |
| srebro | Ondřej Moravec                                                     | biathlon            | Bieg pościgowy mężczyzn | 10 lutego |
| srebro | Gabriela Soukalová                                                 | biathlon            | Bieg masowy kobiet      | 17 lutego |
| srebro | Veronika Vítková Gabriela Soukalová Jaroslav Soukup Ondřej Moravec | biathlon            | Sztafeta mieszana       | 19 lutego |
| brąz   | Jaroslav Soukup                                                    | biathlon            | Sprint mężczyzn         | 8 lutego  |
| brąz   | Ondřej Moravec                                                     | biathlon            | Bieg masowy mężczyzn    | 18 lutego |

## Skład reprezentacji

### Biathlon

#### Kobiety
- Lea Johanidesová
- Jitka Landová
- Eva Puskarčíková
- Gabriela Soukalová
- Veronika Vítková

| Konkurencja       | Zawodniczka        | Czas      | Miejsce |
| ----------------- | ------------------ | --------- | ------- |
| Sprint            | Lea Johanidesová   | -         | -       |
| Sprint            | Jitka Landová      | 23:16.9   | 50.     |
| Sprint            | Eva Puskarčíková   | 23:00.9   | 45.     |
| Sprint            | Gabriela Soukalová | 22:17.5   | 29.     |
| Sprint            | Veronika Vítková   | 21:50.8   | 16.     |
| Bieg pościgowy    | Lea Johanidesová   | -         | -       |
| Bieg pościgowy    | Jitka Landová      | 35:37.6   | 52.     |
| Bieg pościgowy    | Eva Puskarčíková   | 33:59.0   | 42.     |
| Bieg pościgowy    | Gabriela Soukalová | 30:18.3   | 4.      |
| Bieg pościgowy    | Veronika Vítková   | 31:42.9   | 21.     |
| Bieg indywidualny | Lea Johanidesová   | -         | -       |
| Bieg indywidualny | Jitka Landová      | 52:05.7   | 60.     |
| Bieg indywidualny | Eva Puskarčíková   | 47:34.6   | 22.     |
| Bieg indywidualny | Gabriela Soukalová | 45:17.1   | 4.      |
| Bieg indywidualny | Veronika Vítková   | 45:46.0   | 6.      |
| Bieg masowy       | Lea Johanidesová   | -         | -       |
| Bieg masowy       | Jitka Landová      | -         | -       |
| Bieg masowy       | Eva Puskarčíková   | -         | -       |
| Bieg masowy       | Gabriela Soukalová | 35:45.8   | 2.      |
| Bieg masowy       | Veronika Vítková   | 36:49.3   | 9.      |
| Sztafeta          | Jitka Landová      | 1:11:25.7 | 4.      |
| Sztafeta          | Eva Puskarčíková   | 1:11:25.7 | 4.      |
| Sztafeta          | Gabriela Soukalová | 1:11:25.7 | 4.      |
| Sztafeta          | Veronika Vítková   | 1:11:25.7 | 4.      |

#### Mężczyźni
- Michal Krčmář
- Tomáš Krupčík
- Ondřej Moravec
- Jaroslav Soukup
- Michal Šlesingr

| Konkurencja       | Zawodnik        | Czas      | Strzelanie | Miejsce |
| ----------------- | --------------- | --------- | ---------- | ------- |
| Sprint            | Michal Krčmář   | -         | -          | -       |
| Sprint            | Tomáš Krupčík   | 27:39.3   | 1+1        | 75.     |
| Sprint            | Ondřej Moravec  | 24:48.1   | 0+0        | 8.      |
| Sprint            | Jaroslav Soukup | 24:39.2   | 0+0        | 3.      |
| Sprint            | Michal Šlesingr | 25:51.7   | 1+0        | 31.     |
| Bieg pościgowy    | Michal Krčmář   | -         | -          | -       |
| Bieg pościgowy    | Tomáš Krupčík   | -         | -          | -       |
| Bieg pościgowy    | Ondřej Moravec  | 34:02.7   | 0+0+0+0    | 2.      |
| Bieg pościgowy    | Jaroslav Soukup | 35:35.0   | 0+0+2+2    | 20.     |
| Bieg pościgowy    | Michal Šlesingr | DNS       | DNS        | DNS     |
| Bieg indywidualny | Michal Krčmář   | 56:14.1   | 1+1+1+0    | 61.     |
| Bieg indywidualny | Tomáš Krupčík   | -         | -          | -       |
| Bieg indywidualny | Ondřej Moravec  | 51:55.8   | 1+0+0+1    | 18.     |
| Bieg indywidualny | Jaroslav Soukup | 51:55.1   | 1+0+0+0    | 17.     |
| Bieg indywidualny | Michal Šlesingr | 55:57.9   | 1+0+0+1    | 57.     |
| Bieg masowy       | Michal Krčmář   | -         | -          | -       |
| Bieg masowy       | Tomáš Krupčík   | -         | -          | -       |
| Bieg masowy       | Ondřej Moravec  | 42:42.9   | 0+0+0+0    | 3.      |
| Bieg masowy       | Jaroslav Soukup | 45:22.2   | 0+1+0+3    | 24.     |
| Bieg masowy       | Michal Šlesingr | -         | -          | -       |
| Sztafeta          | Michal Krčmář   | 1:15:11.9 | 0+5        | 11.     |
| Sztafeta          | Tomáš Krupčík   | 1:15:11.9 | 0+5        | 11.     |
| Sztafeta          | Ondřej Moravec  | 1:15:11.9 | 0+5        | 11.     |
| Sztafeta          | Jaroslav Soukup | 1:15:11.9 | 0+5        | 11.     |

| Konkurencja       | Zawodnik           | Czas      | Strzelanie | Miejsce |
| ----------------- | ------------------ | --------- | ---------- | ------- |
| Sztafeta mieszana | Ondřej Moravec     | 1:09:49.6 | 0+7        | 2.      |
| Sztafeta mieszana | Gabriela Soukalová | 1:09:49.6 | 0+7        | 2.      |
| Sztafeta mieszana | Jaroslav Soukup    | 1:09:49.6 | 0+7        | 2.      |
| Sztafeta mieszana | Veronika Vítková   | 1:09:49.6 | 0+7        | 2.      |

### Biegi narciarskie

#### Kobiety
| Zawodnik                                                              | Konkurencja       | Czas      | Pozycje |
| --------------------------------------------------------------------- | ----------------- | --------- | ------- |
| Petra Nováková                                                        | Sprint            | 2:47,52   | 24.     |
| Karolína Grohová                                                      | Sprint            | 2:41,75   | 38.     |
| Eva Vrabcová-Nývltová                                                 | Bieg indywidualny | 30:06,7   | 21.     |
| Klára Moravcová                                                       | Bieg indywidualny | 32:00,6   | 48.     |
| Eva Vrabcová-Nývltová                                                 | Bieg łączony      | 40:08,8   | 11.     |
| Petra Nováková                                                        | Bieg łączony      | 41:20,7   | 36.     |
| Klára Moravcová                                                       | Bieg łączony      | 44:40,8   | 58.     |
| Eva Vrabcová-Nývltová                                                 | Bieg masowy       | 1:12:27,1 | 5.      |
| Petra Nováková                                                        | Bieg masowy       | 1:17:49,6 | 37.     |
| Klára Moravcová                                                       | Bieg masowy       | 1:20:56,4 | 45.     |
| Eva Vrabcová-Nývltová Karolína Grohová Petra Nováková Klára Moravcová | Sztafeta          | 56:29,8   | 10.     |

#### Mężczyźni
| Zawodnik                                         | Konkurencja       | Czas      | Pozycje |
| ------------------------------------------------ | ----------------- | --------- | ------- |
| Dušan Kožíšek                                    | sprint            | 3:40,56   | 41.     |
| Aleš Razým                                       | sprint            | 3:43,24   | 49.     |
| Martin Jakš Aleš Razým                           | Sprint drużynowy  | 24:01,83  | 9.      |
| Lukáš Bauer                                      | Bieg indywidualny | 39:28,6   | 5.      |
| Martin Jakš                                      | Bieg łączony      | 1:10:52,1 | 28.     |
| Petr Novák                                       | Bieg łączony      | 1:11:28,5 | 36.     |
| Jiří Magál                                       | Bieg łączony      | 1:12:49,5 | 44.     |
| Petr Novák                                       | Bieg na 50 km     | 1:48:41,0 | 29.     |
| Lukáš Bauer                                      | Bieg na 50 km     | 1:48:51,3 | 31.     |
| Martin Jakš                                      | Bieg na 50 km     | 1:50:00,5 | 37.     |
| Jiří Magál                                       | Bieg na 50 km     | 1:56:28,7 | 52.     |
| Aleš Razým Lukáš Bauer Martin Jakš Dušan Kožíšek | Sztafeta          | 1:30:36,8 | 8.      |

### Bobsleje

#### Mężczyźni
| Osada | Zawodnik                                           | Konkurencja | Ślizg 1 | Ślizg 2 | Ślizg 3 | Ślizg 4                           | Łącznie | Pozycja |
| ----- | -------------------------------------------------- | ----------- | ------- | ------- | ------- | --------------------------------- | ------- | ------- |
| CZE-I | Jan Vrba Michal Vacek                              | Dwójki      | 57,72   | 57,75   | 57,71   | Nie zakwalifikowali się do ślizgu | 2:53,18 | 24.     |
| CZE-I | Jan Vrba Dominik Dvořák Dominik Suchý Michal Vacek | Czwórki     | 55,95   | 55,47   | 55,95   | 55,80                             | 3:43,17 | 16.     |

### Hokej na lodzie

#### Mężczyźni
- Michal Barinka (HC Vítkovice)
- Roman Červenka (SKA Sankt Petersburg)
- Patrik Eliáš (New Jersey Devils)
- Martin Erat (Washington Capitals)
- Michael Frolík (Winnipeg Jets)
- Radko Gudas (Tampa Bay Lightning)
- Martin Hanzal (Phoenix Coyotes)
- Aleš Hemský (Edmonton Oilers)
- Jaromír Jágr (New Jersey Devils)
- Tomáš Kaberle (HC Kladno)
- Jakub Kovář (Avtomobilist Jekatierynburg)
- Lukáš Krajíček (Dynamo Mińsk)
- David Krejčí (Boston Bruins)
- Milan Michálek (Ottawa Senators)
- Zbyněk Michálek (Phoenix Coyotes)
- Petr Nedvěd (Bílí tygři Liberec)
- Jiří Novotný (Łokomotiw Jarosław)
- Ondřej Palát (Tampa Bay Lightning)
- Ondřej Pavelec (Winnipeg Jets)
- Tomáš Plekanec (Montreal Canadiens)
- Michal Rozsíval (Chicago Blackhawks)
- Alexander Salák (SKA Sankt Petersburg)
- Ladislav Šmíd (Calgary Flames)
- Jakub Voráček (Philadelphia Flyers)
- Marek Židlický (New Jersey Devils)

| Czechy | Grupa C | Grupa C | Grupa C    | Runda kwalifikacyjna | Ćwierćfinał       | Miejsce |
| ------ | ------- | ------- | ---------- | -------------------- | ----------------- | ------- |
| Czechy | Szwecja | Łotwa   | Szwajcaria | Słowacja             | Stany Zjednoczone | Miejsce |
| Czechy | 2:4     | 4:2     | 0:1        | 5:3                  | 2:5               | 6.      |

### Kombinacja norweska
| Zawodnik                                                | Konkurencja             | Skoki narciarskie       | Skoki narciarskie | Skoki narciarskie | Bieg narciarski | Bieg narciarski | Strata   | Pozycja |
| Zawodnik                                                | Konkurencja             | Skok                    | Nota              | Pozycja           | Czas biegu      | Pozycja         | Strata   | Pozycja |
| ------------------------------------------------------- | ----------------------- | ----------------------- | ----------------- | ----------------- | --------------- | --------------- | -------- | ------- |
| Tomáš Portýk                                            | Skocznia normalna/10 km | 97,5                    | 119,8             | 13.               | 25:30,2         | 36.             | + 2:27,0 | 32.     |
| Pavel Churavý                                           | Skocznia normalna/10 km | 96,5                    | 114,9             | 22.               | 24:26,1         | 27.             | +1:41,9  | 23.     |
| Tomáš Slavík                                            | Skocznia normalna/10 km | 94,0                    | 108,1             | 33.               | 24:09,4         | 25.             | + 1:53,2 | 25.     |
| Miroslav Dvořák                                         | Skocznia normalna/10 km | 89,5                    | 101,8             | 44.               | 23:59,6         | 18.             | + 2:08,4 | 29.     |
| Tomas Portyk                                            | Skocznia duża/10 km     | 128,5                   | 114,4             | 10.               | 24:01,8         | 34.             | + 1:32,3 | 25.     |
| Miroslav Dvořák                                         | Skocznia duża/10 km     | 125,0                   | 104,2             | 22.               | 22:21,1         | 2.              | + 32,6   | 11.     |
| Pavel Churavý                                           | Skocznia duża/10 km     | 123,0                   | 103,6             | 24.               | 24:10,0         | 35.             | + 2:24,5 | 32.     |
| Tomáš Slavík                                            | Skocznia duża/10 km     | 120,5                   | 101,0             | 26.               | 23:44,2         | 27.             | + 2:08,7 | 29.     |
| Tomáš Portyk Tomáš Slavík Miroslav Dvořák Pavel Churavý | Drużynowo               | 124,0 119,5 124,0 125,5 | 440,0             | 5.                | 48:40,1         | 8.              | + 2:26,6 | 7.      |

### Łyżwiarstwo figurowe
| Zawodnik          | Konkurencja | Program krótki | Program krótki | Program dowolny | Program dowolny | Łączna nota | Pozycja |
| Zawodnik          | Konkurencja | Nota           | Pozycja        | Nota            | Pozycja         | Łączna nota | Pozycja |
| ----------------- | ----------- | -------------- | -------------- | --------------- | --------------- | ----------- | ------- |
| Elizaveta Ukolová | Solistki    | 51,87          | 20.            | 84,55           | 23.             | 136,42      | 22.     |
| Michal Březina    | Soliści     | 81,95          | 12.            | 151,67          | 13.             | 233,62      | 10.     |
| Tomáš Verner      | Soliści     | 81,09          | 13.            | 151,90          | 12.             | 232,99      | 11.     |

### Łyżwiarstwo szybkie

#### Kobiety
| Zawodnik          | Konkurencja   | Konkurencja   | Konkurencja   | Konkurencja   | Konkurencja   | Konkurencja   | Konkurencja    | Konkurencja    | Konkurencja    | Konkurencja    | Konkurencja    | Konkurencja    | Konkurencja    | Konkurencja    |
| Zawodnik          | Bieg na 500 m | Bieg na 500 m | Bieg na 500 m | Bieg na 500 m | Bieg na 500 m | Bieg na 500 m | Bieg na 1000 m | Bieg na 1000 m | Bieg na 1500 m | Bieg na 1500 m | Bieg na 3000 m | Bieg na 3000 m | Bieg na 5000 m | Bieg na 5000 m |
| Zawodnik          | Bieg 1        | Bieg 1        | Bieg 2        | Bieg 2        | Łączny czas   | Miejsce       | Bieg na 1000 m | Bieg na 1000 m | Bieg na 1500 m | Bieg na 1500 m | Bieg na 3000 m | Bieg na 3000 m | Bieg na 5000 m | Bieg na 5000 m |
| Zawodnik          | Czas          | Miejsce       | Czas          | Miejsce       | Łączny czas   | Miejsce       | Czas           | Miejsce        | Czas           | Miejsce        | Czas           | Miejsce        | Czas           | Miejsce        |
| ----------------- | ------------- | ------------- | ------------- | ------------- | ------------- | ------------- | -------------- | -------------- | -------------- | -------------- | -------------- | -------------- | -------------- | -------------- |
| Karolína Erbanová | 38,23         | 9.            | 38,62         | 13.           | 76,86         | 10.           | 1:15,74        | 10.            | 1:58,23        | 13.            |                |                |                |                |
| Martina Sáblíková |               |               |               |               |               |               |                |                |                |                | 4:01,95        | srebro         | 6:51,54        | złoto          |

### Narciarstwo alpejskie

#### Kobiety
| Zawodniczka         | Konkurencja     | Zjazd                      | Slalom                     | Czas łączny                | Pozycje                    |
| ------------------- | --------------- | -------------------------- | -------------------------- | -------------------------- | -------------------------- |
| Klára Křížová       | Zjazd           |                            |                            | 1:43,47                    | 21.                        |
| Klára Křížová       | Supergigant     |                            |                            | 1:28,30                    | 17.                        |
| Katerina Paulathová | Supergigant     |                            |                            | 1:30,17                    | 25.                        |
| Šárka Strachová     | Slalom gigant   | Nie ukończyła 1. przejazdu | Nie ukończyła 1. przejazdu | Nie ukończyła 1. przejazdu | Nie ukończyła 1. przejazdu |
| Katerina Paulathová | Slalom gigant   | Nie ukończyła 1. przejazdu | Nie ukończyła 1. przejazdu | Nie ukończyła 1. przejazdu | Nie ukończyła 1. przejazdu |
| Martina Dubovská    | Slalom gigant   | Nie ukończyła 1. przejazdu | Nie ukończyła 1. przejazdu | Nie ukończyła 1. przejazdu | Nie ukończyła 1. przejazdu |
| Šárka Strachová     | Slalom          | 55,14                      | 52,25                      | 1:47,39                    | 10.                        |
| Martina Dubovská    | Slalom          | 57,80                      | 53,62                      | 1:51,42                    | 22.                        |
| Kateřina Pauláthová | Slalom          | Nie ukończyła 1. przejazdu | Nie ukończyła 1. przejazdu | Nie ukończyła 1. przejazdu | Nie ukończyła 1. przejazdu |
| Šárka Strachová     | Superkombinacja | 1:46,51                    | 50,10                      | 2:36,61                    | 9.                         |
| Klára Křížová       | Superkombinacja | 1:44,89                    | 57,51                      | 2:42,40                    | 19.                        |

#### Mężczyźni
| Zawodnik       | Konkurencja      | Czas 1. przejazdu         | Czas 2. przejazdu         | Czas łączny               | Pozycje                   |
| -------------- | ---------------- | ------------------------- | ------------------------- | ------------------------- | ------------------------- |
| Ondřej Bank    | zjazd            |                           |                           | 2:08,24                   | 20.                       |
| Martin Vráblík | zjazd            |                           |                           | 2:11,73                   | 35.                       |
| Ondřej Bank    | supergigant      |                           |                           | 1:19,11                   | 9.                        |
| Martin Vráblík | supergigant      |                           |                           | 1:22,01                   | 33.                       |
| Ondřej Bank    | Slalom gigant    | 1:22,01                   | 1:24,28                   | 2:46,29                   | 5.                        |
| Martin Vráblík | Slalom gigant    | 1:24,83                   | 1:26,01                   | 2:50,84                   | 31.                       |
| Kryštof Krýzl  | Slalom gigant    | Nie ukończył 1. przejazdu | Nie ukończył 1. przejazdu | Nie ukończył 1. przejazdu | Nie ukończył 1. przejazdu |
| Kryštof Krýzl  | Slalom specjalny | 49,63                     | Nie ukończył konkurencji  | Nie ukończył konkurencji  | Nie ukończył konkurencji  |
| Filip Trejbal  | Slalom specjalny | 50,80                     | Nie ukończył konkurencji  | Nie ukończył konkurencji  | Nie ukończył konkurencji  |
| Martin Vráblík | Slalom specjalny | Nie ukończył 1. przejazdu | Nie ukończył 1. przejazdu | Nie ukończył 1. przejazdu | Nie ukończył 1. przejazdu |
| Ondřej Bank    | Slalom specjalny | Nie stanął na starcie     | Nie stanął na starcie     | Nie stanął na starcie     | Nie stanął na starcie     |
| Ondřej Bank    | Superkombinacja  | 1:53,38                   | 53,46                     | 2:46,84                   | 7.                        |
| Martin Vráblík | Superkombinacja  | 1:56,36                   | 51,56                     | 2:47,92                   | 16.                       |
| Kryštof Krýzl  | Superkombinacja  | 1:56,68                   | 53,21                     | 2:49,89                   | 19.                       |

### Narciarstwo dowolne

#### Kobiety
| Nikola Sudová     | Jazda po muldach | 20,38 | 11. | 20,43                   | 3.                      | 21,82          | 1.             | 20,97          | 9.             | Nie awansowała | 9.  |
| Tereza Vačuliková | Jazda po muldach | 17,46 | 20. | Nie ukończyła przejazdu | Nie ukończyła przejazdu | Nie awansowała | Nie awansowała | Nie awansowała | Nie awansowała | Nie awansowała | 27. |

| Zawodniczka     | Konkurencja | Kwalifikacje            | Kwalifikacje | 1/8 finału | 1/8 finału | Ćwierćfinał    | Ćwierćfinał    | Półfinał       | Półfinał       | Finał          | Finał   |
| Zawodniczka     | Konkurencja | Czas                    | Miejsce      | Czas       | Miejsce    | Czas           | Miejsce        | Czas           | Miejsce        | Czas           | Miejsce |
| --------------- | ----------- | ----------------------- | ------------ | ---------- | ---------- | -------------- | -------------- | -------------- | -------------- | -------------- | ------- |
| Andrea Zemanová | Skicross    | 1:25,96                 | 20.          | -          | 3.         | Nie awansowała | Nie awansowała | Nie awansowała | Nie awansowała | Nie awansowała | 21.     |
| Nikol Kučerová  | Skicross    | Nie ukończyła przejazdu | 27.          | -          | 3.         | Nie awansowała | Nie awansowała | Nie awansowała | Nie awansowała | Nie awansowała | 24.     |

#### Mężczyźni
| Marek Skála | Slopstyle | 51,60 | 54,60 | 54,60 | 26. | Nie awansował | Nie awansował | Nie awansował | Nie awansował |

| Zawodnik    | Konkurencja | Kwalifikacje | Kwalifikacje | 1/8 finału | 1/8 finału | Ćwierćfinał   | Ćwierćfinał   | Półfinał      | Półfinał      | Finał         | Finał   |
| Zawodnik    | Konkurencja | Czas         | Miejsce      | Czas       | Miejsce    | Czas          | Miejsce       | Czas          | Miejsce       | Czas          | Miejsce |
| ----------- | ----------- | ------------ | ------------ | ---------- | ---------- | ------------- | ------------- | ------------- | ------------- | ------------- | ------- |
| Tomáš Kraus | Skicross    | 1:17,41      | 9.           | -          | 3.         | Nie awansował | Nie awansował | Nie awansował | Nie awansował | Nie awansował | 18.     |

### Saneczkarstwo

#### Kobiety
| Zawodnik         | Konkurencja    | Ślizg 1 | Ślizg 2 | Ślizg 3 | Ślizg 4 | Łącznie  | Pozycja |
| ---------------- | -------------- | ------- | ------- | ------- | ------- | -------- | ------- |
| Vendula Kotenová | Jedynki kobiet | 51,760  | 51,492  | 51,856  | 51,567  | 3:26,675 | 24.     |

#### Mężczyźni
| Zawodnik                | Konkurencja      | Ślizg 1 | Ślizg 2 | Ślizg 3 | Ślizg 4 | Łącznie  | Pozycja |
| ----------------------- | ---------------- | ------- | ------- | ------- | ------- | -------- | ------- |
| Ondřej Hyman            | Jedynki mężczyzn | 53,222  | 53,145  | 52,783  | 52,708  | 3:31,858 | 25.     |
| Lukáš Brož Antonín Brož | Dwójki mężczyzn  | 50,665  | 50,387  |         |         | 1:41,052 | 13.     |

Sztafeta
| Zawodnicy                                               | Czas przejazdu       | Łącznie  | Pozycja |
| ------------------------------------------------------- | -------------------- | -------- | ------- |
| Vendula Kotenová Ondřej Hyman Lukáš Brož / Antonín Brož | 55,600 56,926 57,297 | 2:49,805 | 9.      |

### Short track

#### Kobiety
| Zawodniczka      | Konkurencja         | Kwalifikacje    | Kwalifikacje    | Ćwierćfinał        | Ćwierćfinał        | Półfinał           | Półfinał           | Finał              | Finał              |
| Zawodniczka      | Konkurencja         | Czas            | Miejsce         | Czas               | Miejsce            | Czas               | Miejsce            | Czas               | Miejsce            |
| ---------------- | ------------------- | --------------- | --------------- | ------------------ | ------------------ | ------------------ | ------------------ | ------------------ | ------------------ |
| Kateřina Novotná | Bieg na 1000 metrów | Dyskwalifikacja | Dyskwalifikacja | Nie sklasyfikowana | Nie sklasyfikowana | Nie sklasyfikowana | Nie sklasyfikowana | Nie sklasyfikowana | Nie sklasyfikowana |
| Kateřina Novotná | Bieg na 1500 metrów | 2:27,232        | 6.              |                    |                    | Nie awansowała     | Nie awansowała     | Nie awansowała     | 31.                |

#### Mężczyźni
| Zawodnik       | Konkurencja         | Kwalifikacje | Kwalifikacje | Ćwierćfinał | Ćwierćfinał | Półfinał      | Półfinał      | Finał         | Finał   |
| Zawodnik       | Konkurencja         | Czas         | Miejsce      | Czas        | Miejsce     | Czas          | Miejsce       | Czas          | Miejsce |
| -------------- | ------------------- | ------------ | ------------ | ----------- | ----------- | ------------- | ------------- | ------------- | ------- |
| Vojtěch Loudin | Bieg na 1500 metrów | 2:14,906     | 5.           |             |             | Nie awansował | Nie awansował | Nie awansował | 26.     |

### Skoki narciarskie

#### Mężczyźni
| Skoczek                                             | Konkurencja              | Kwalifikacje | Kwalifikacje | Skok 1                  | Skok 1                  | Skok 2                    | Skok 2                    | Nota  | Pozycja |
| Skoczek                                             | Konkurencja              | odległość    | Nota         | odległość               | Nota                    | odległość                 | Nota                      | Nota  | Pozycja |
| --------------------------------------------------- | ------------------------ | ------------ | ------------ | ----------------------- | ----------------------- | ------------------------- | ------------------------- | ----- | ------- |
| Roman Koudelka                                      | Skocznia normalna HS-106 | 99,5         | 121,3        | 98,5                    | 122,5                   | 99,5                      | 124,3                     | 246,8 | 16.     |
| Jan Matura                                          | Skocznia normalna HS-106 | 97,0         | 118,5        | 96,5                    | 123,9                   | 95,5                      | 115,6                     | 239,5 | 23.     |
| Jakub Janda                                         | Skocznia normalna HS-106 | 98,5         | 117,0        | 98,5                    | 125,2                   | 96,5                      | 118,6                     | 243,8 | 19.     |
| Lukáš Hlava                                         | Skocznia normalna HS-106 | 92,5         | 108,7        | 91,5                    | 105,7                   | Nie awansował do 2. serii | Nie awansował do 2. serii | 105,7 | 46.     |
| Jakub Janda                                         | Skocznia duża K-140      | 124,5        | 113,6        | 127,0                   | 115,3                   | 126,0                     | 116,3                     | 231,6 | 27.     |
| Jan Matura                                          | Skocznia duża K-140      | 120,5        | 106,4        | 131,0                   | 125,6                   | 121,0                     | 119,2                     | 244,8 | 18.     |
| Roman Koudelka                                      | Skocznia duża K-140      | 120,0        | 104,6        | 128,0                   | 119,1                   | 125,5                     | 124,4                     | 243,5 | 19.     |
| Antonín Hájek                                       | Skocznia duża K-140      | 117,0        | 91,8         | 128,0                   | 113,6                   | 124,5                     | 112,1                     | 225,7 | 28.     |
| Jakub Janda Antonín Hájek Roman Koudelka Jan Matura | Konkurs drużynowy        |              |              | 131,0 128,0 122,5 122,5 | 123,3 121,4 122,1 109,2 | 127,5 131,0 130,5 127,5   | 121,6 126,1 118,0         | 967,8 | 7.      |

### Snowboarding

#### Kobiety
| Ester Ledecká | Slalom równoległy        | 1:03,74 | 2.  | Natalja Sobolewa 0.00 | Anke Karstens +0,15  | Nie awansowała | Nie awansowała | 6. |
| Ester Ledecká | Slalom gigant równoległy | 1:49,17 | 10. | Claudia Riegler 0.00  | Patrizia Kummer 0,30 | Nie awansował  | Nie awansował  | 7. |

| Zawodnik         | Konkurencja | Kwalifikacje | Kwalifikacje | Kwalifikacje | Kwalifikacje | Półfinał       | Półfinał       | Półfinał       | Półfinał       | Finał          | Finał          | Finał          | Finał          |
| Zawodnik         | Konkurencja | 1. zjazd     | 2. zjazd     | Najlepszy    | Miejsce      | 1. zjazd       | 2. zjazd       | Najlepszy      | Miejsce        | 1. zjazd       | 2. zjazd       | Najlepszy      | Miejsce        |
| ---------------- | ----------- | ------------ | ------------ | ------------ | ------------ | -------------- | -------------- | -------------- | -------------- | -------------- | -------------- | -------------- | -------------- |
| Šárka Pančochová | Slopestyle  | 77,75        | 33,75        | 77,75        | 5.           | Nie awansowała | Nie awansowała | Nie awansowała | Nie awansowała | Nie awansowała | Nie awansowała | Nie awansowała | Nie awansowała |
| Šárka Pančochová | halfpipe    | 42,75        | 66,25        | 66,25        | 8.           | 34,00          | 31,50          | 34,00          | 10.            | Nie awansowała | Nie awansowała | Nie awansowała | Nie awansowała |

| Zawodniczka | Konkurencja | Kwalifikacje   | Kwalifikacje   | Kwalifikacje   | Kwalifikacje | Ćwierćfinał | Ćwierćfinał | Półfinał | Półfinał | Finał | Finał   |
| Zawodniczka | Konkurencja | Czas 1. zjazdu | Czas 2. zjazdu | Najlepszy czas | Miejsce      | Czas        | Miejsce     | Czas     | Miejsce  | Czas  | Miejsce |
| ----------- | ----------- | -------------- | -------------- | -------------- | ------------ | ----------- | ----------- | -------- | -------- | ----- | ------- |
| Eva Samková | Cross       | 1:20,61        | -              | 1:20,61        | 1.           | -           | 1.          | -        | 1.       | -     | złoto   |

#### Mężczyźni
| Zawodnik    | Konkurencja | 1/8 finału | 1/8 finału | Ćwierćfinał   | Ćwierćfinał   | Półfinał      | Półfinał      | Finał         | Finał   |
| Zawodnik    | Konkurencja | Czas       | Miejsce    | Czas          | Miejsce       | Czas          | Miejsce       | Czas          | Miejsce |
| ----------- | ----------- | ---------- | ---------- | ------------- | ------------- | ------------- | ------------- | ------------- | ------- |
| Emil Novák  | Cross       | -          | 4.         | Nie awansował | Nie awansował | Nie awansował | Nie awansował | Nie awansował | 25.     |
| David Bakeš | Cross       | -          | 4.         | Nie awansował | Nie awansował | Nie awansował | Nie awansował | Nie awansował | 25.     |